# АЕС Мадрас
Атомна електростанція Мадрас (англ. Madras Atomic Power Station, MAPS) розташована у Калпаккамі приблизно за 80 кілометрів на південь від Ченнаї, Індія, це комплексне підприємство з виробництва ядерної енергії, переробки палива та переробки відходів, яке включає виробництво плутонієвого палива для реакторів на швидких розмножувачах (FBR). Це також перша в Індії повністю домашня атомна електростанція з двома енергоблоками, кожен з яких виробляє 220 МВт електроенергії. Перший і другий блоки станції введені в експлуатацію в 1983 і 1985 роках відповідно. Станція має реактори, розміщені в корпусі реактора з подвійною оболонкою, що покращує захист також у разі аварії через втрату теплоносія. Проміжне сховище (ISF) також розташоване в Калпаккамі.
На цьому об’єкті також розташований перший в Індії великомасштабний реактор на швидких розмножувачах потужністю 500 МВт під назвою «Прототип швидкого реактора-розмножувача», який експлуатується компанією BHAVINI, а також буде місцем розміщення перших двох комерційних реакторів на швидких розмножувачах FBR-600.

## Історія
Під час його будівництва загалом 3,8 лакх (380 000) залізничних шпал (колод) було доставлено з усієї Індії, щоб підняти 180-тонне критичне обладнання в першому блоку через відсутність належної інфраструктури та транспортно-розвантажувального обладнання.
Станом на липень 2016 року прототип швидкого реактора-розмножувача (PFBR) перебував на завершальній стадії будівництва, і очікувалося, що він досягне критичного стану в березні 2017 року з виробленням електроенергії 500 МВт.
Очікувалося, що протягом наступних місяців завантаження 1750 тонн рідкого натрієвого теплоносія відбудеться через чотири-п’ять місяців, а джерела в Міністерстві атомної енергії повідомляли, що критичність, ймовірно, буде досягнута лише приблизно в травні 2017 року.

## Реактори
На об’єкті розміщено два важководяні реактори під тиском (PHWR) власного виробництва, MAPS-1 і MAPS-2, розраховані на виробництво 235 МВт електроенергії кожен. MAPS-1 було завершено в 1981 році, але запуск був відкладений через брак важкої води. Після отримання необхідної важкої води MAPS-1 став критичним у 1983 році та почав працювати на повну потужність 27 січня 1984 року. MAPS-2 отримав критичний стан у 1985 році та почав працювати на повну потужність 21 березня 1986 року.
Оскільки Індія не є учасником Договору про нерозповсюдження ядерної зброї, реактори з 1985 року доставляли своє відпрацьоване паливо на завод з ядерної переробки в Тарапурі, забезпечуючи країну плутонієм без гарантій.
На майданчику в Калпаккамі також розташований перший в Індії власний реактор з водою під тиском (PWR). Реактор потужністю 80 МВт був розроблений Центром атомних досліджень Bhabha (BARC) як наземний прототип атомної енергоблоку для атомних підводних човнів Індії. Цей пристрій не є частиною станції MAPS.

## Інформація про реактори
| Черга | Блок | Реактор | Реактор   | Статус      | Потужність | Потужність | Початок будівництва | Перша критичність | Підключення до мережі | Комерційна експлуатація | ЗАкриття | Зауваження  |
| Черга | Блок | Тип     | МОдель    | Статус      | Нетто      | Валова     | Початок будівництва | Перша критичність | Підключення до мережі | Комерційна експлуатація | ЗАкриття | Зауваження  |
| ----- | ---- | ------- | --------- | ----------- | ---------- | ---------- | ------------------- | ----------------- | --------------------- | ----------------------- | -------- | ----------- |
| I     | 1    | PHWR    | IPHWR-220 | Працює      | 202        | 220        | 1 січня 1971        | 2 липня 1983      | 23 липня 1983         | 27 січня 1984           | Н/Д      | [ 8 ] [ 9 ] |
| I     | 2    | PHWR    | IPHWR-220 | Працює      | 202        | 220        | 1 жовтня 1972       | 12 серпня 1985    | 20 вересня 1985       | 21 березня 1986         | Н/Д      | [ 8 ]       |
| II    | 3    | FBR     | PFBR      | Завершений  | 470        | 500        | 23 жовтня 2004      | Н/Д               | Н/Д                   | Н/Д                     | Н/Д      | [ 8 ]       |
| III   | 4    | FBR     | FBR-600   | Заплановано | 570        | 600        | Н/Д                 | Н/Д               | Н/Д                   | Н/Д                     | Н/Д      | [ 8 ]       |
| III   | 5    | FBR     | FBR-600   | Заплановано | 570        | 600        | Н/Д                 | Н/Д               | Н/Д                   | Н/Д                     | Н/Д      | [ 8 ]       |